# پیدا کردن گریسلند
پیدا کردن گریسلند (به انگلیسی: Finding Graceland) فیلمی محصول سال ۱۹۹۸ و به کارگردانی دیوید وینکلر است. در این فیلم بازیگرانی همچون هاروی کایتل، جاناتان شیچ، بریجیت فوندا، گرچن مول و جان ایلوارد ایفای نقش کرده‌اند.